# Cerâmica de İznik

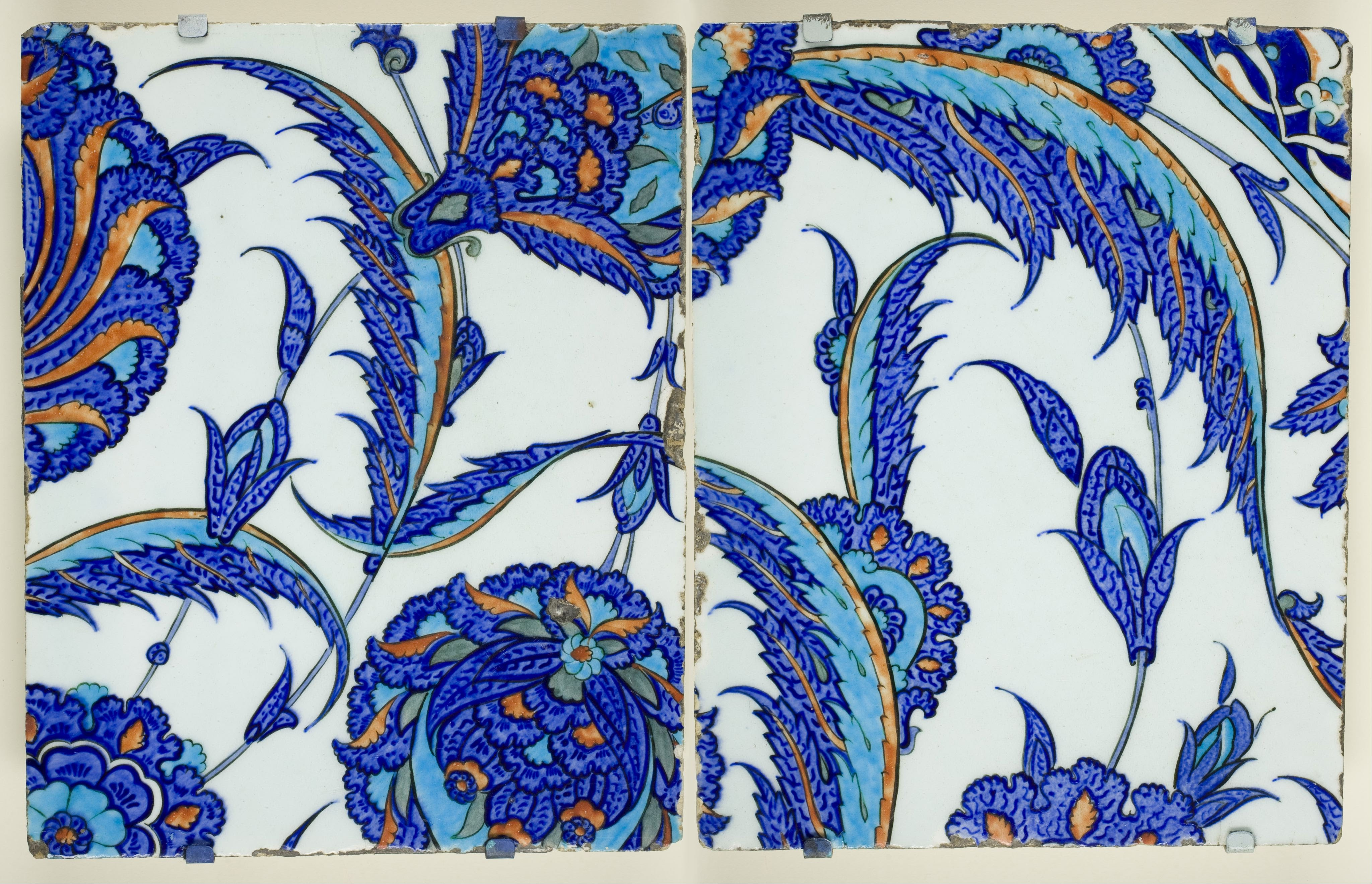
Dois azulejos, por volta de 1560, de cerâmica, pintados em azul, turquesa, vermelho, verde e preto sob um esmalte transparente, Art Institute of Chicago (Chicago, EUA)

Cerâmica de İznik, ou louça de İznik, nomeada em homenagem à cidade de İznik, na Anatólia, onde era feita, é uma cerâmica decorada que foi produzida do último quarto do século XV até o final do século XVII. A estilização turca é um reflexo da porcelana chinesa.
İznik era um centro estabelecido para a produção de cerâmica simples de barro com decoração sob o esmalte quando, no último quarto do século XV, artesãos da cidade começaram a fabricar cerâmica de alta qualidade com um corpo de cerâmica pintado com azul cobalto sob um esmalte de chumbo transparente incolor. Os designs combinavam padrões tradicionais de arabescos otomanos com elementos chineses. A mudança foi quase certamente resultado da intervenção ativa e do patrocínio da recém-criada corte otomana em Istambul, que valorizava muito a porcelana chinesa azul e branca.